# 다인 로얄팰리스 테라스 송도
다인 로얄팰리스 테라스 송도(영어: Dain Royal Palace Terrace Songdo)는 대한민국 인천광역시 연수구 송도국제도시 (송도동)에 지으려고 하는 마천루이다. 조감도에는 ROYAL R PALACE이라는 간판이 있다.
두 개의 건물이 있는데 오피스(A동)와 오피스텔(B동)으로 구성된다. 오피스텔은 387실, 오피스는 1,334실, 근린생활시설은 193실이 들어설 예정이었다.
2017년에 착공하여 2020년 완공을 목표로 하고 있다. 하지만 공사 시작이 안되었고 공사가 중단되어 그대로 방치되어 있다.
2021년 더샵송도센텀하이브 오피스텔로 포스코가 계획하여 2025년 1월 입주를 목표로 공사를 진행중이므로 공식으로 다인 로얄펠리스 테라스 송도는 취소되었다.

## 같이 보기
- 대한민국의 마천루 목록
- 인천광역시의 마천루 목록